# Адем Узун
Адем Бурак Узун (тур. Adem Burak Uzun; нар. 2001) — турецький борець греко-римського стилю, чемпіон Європи, дворазовий бронзовий призер чемпіонатів світу серед молоді, срібний призер чемпіонату Європи серед молоді, чемпіон Європи серед кадетів.

## Життєпис
Виступає за спортивний клуб «İstanbul Büyükşehir Belediyespor» Стамбул.

## Спортивні результати на міжнародних змаганнях

### Виступи на Чемпіонатах світу
| Змагання                        | Збірна    | Вагова категорія                 | Місце |
| ------------------------------- | --------- | -------------------------------- | ----- |
| Чемпіонат світу з боротьби 2023 | Туреччина | греко-римська боротьба, до 55 кг | 7     |

### Виступи на Чемпіонатах Європи
| Змагання                         | Збірна    | Вагова категорія                 | Місце  |
| -------------------------------- | --------- | -------------------------------- | ------ |
| Чемпіонат Європи з боротьби 2023 | Туреччина | греко-римська боротьба, до 55 кг | Золото |
| Чемпіонат Європи з боротьби 2024 | Туреччина | греко-римська боротьба, до 55 кг | 8      |

### Виступи на Іграх ісламської солідарності
| Змагання                          | Збірна    | Вагова категорія                 | Місце |
| --------------------------------- | --------- | -------------------------------- | ----- |
| Ігри ісламської солідарності 2022 | Туреччина | греко-римська боротьба, до 55 кг | 8     |

### Виступи на інших змаганнях
| Змагання                                            | Збірна    | Вагова категорія                 | Місце  |
| --------------------------------------------------- | --------- | -------------------------------- | ------ |
| Турнір Дана Колова — Николи Петрова 2021            | Туреччина | греко-римська боротьба, до 55 кг | Золото |
| Турнір Вехбі Емре і Гаміта Каплана 2022             | Туреччина | греко-римська боротьба, до 55 кг | Золото |
| Турнір Дана Колова — Николи Петрова 2023            | Туреччина | греко-римська боротьба, до 55 кг | Золото |
| Гран-прі Німеччини з боротьби 2023                  | Туреччина | греко-римська боротьба, до 60 кг | 9      |
| Відкритий чемпіонат Загреба з боротьби 2024         | Туреччина | греко-римська боротьба, до 55 кг | Золото |
| Турнір Яшара Догу, Вехбі Емре і Гаміта Каплана 2024 | Туреччина | греко-римська боротьба, до 60 кг | 16     |

### Виступи на змаганнях молодших вікових груп
| Змагання                                            | Збірна    | Вагова категорія                 | Місце  |
| --------------------------------------------------- | --------- | -------------------------------- | ------ |
| Меморіал Рефіка Мемісевіча серед кадетів 2016       | Туреччина | греко-римська боротьба, до 42 кг | Бронза |
| Чемпіонат Європи з боротьби серед кадетів 2016      | Туреччина | греко-римська боротьба, до 42 кг | 15     |
| Чемпіонат світу з боротьби серед кадетів 2016       | Туреччина | греко-римська боротьба, до 42 кг | 5      |
| Чемпіонат Європи з боротьби серед кадетів 2017      | Туреччина | вільна боротьба, до 46 кг        | 8      |
| Чемпіонат світу з боротьби серед кадетів 2017       | Туреччина | вільна боротьба, до 46 кг        | 5      |
| Чемпіонат Європи з боротьби серед кадетів 2018      | Туреччина | вільна боротьба, до 51 кг        | Золото |
| Чемпіонат світу з боротьби серед кадетів 2018       | Туреччина | вільна боротьба, до 51 кг        | 5      |
| Балканський чемпіонат з боротьби серед юніорів 2019 | Туреччина | вільна боротьба, до 57 кг        | Золото |
| Чемпіонат світу з боротьби серед юніорів 2021       | Туреччина | греко-римська боротьба, до 55 кг | 11     |
| Чемпіонат Європи з боротьби серед молоді 2021       | Туреччина | греко-римська боротьба, до 55 кг | Срібло |
| Чемпіонат світу з боротьби серед молоді 2021        | Туреччина | греко-римська боротьба, до 55 кг | Бронза |
| Чемпіонат світу з боротьби серед молоді 2023        | Туреччина | греко-римська боротьба, до 55 кг | Бронза |